# Луска
Луска (енгл. Lusca) је име дато морском чудовишту које се појављује на Карибима. Мисли се да је ово створење гигантски октопод или морски пас.

## Виђења
Многи извештаји говоре како се ово створење појављује у Плавим рупама на острву Андрос на Бахамима. Сент Огастинско чудовиште је створење које се појавило на обали града Сент Огастин на Флориди, 1896. За њега се мисли да је Луска. 18. јануара 2011. се на обали бахамског острва Велика Бахама појавило трупло животиње. Сведоци су изјавили како је личило на џиновског октопода. То је наводно био само део главе.